# Thành phố thơ

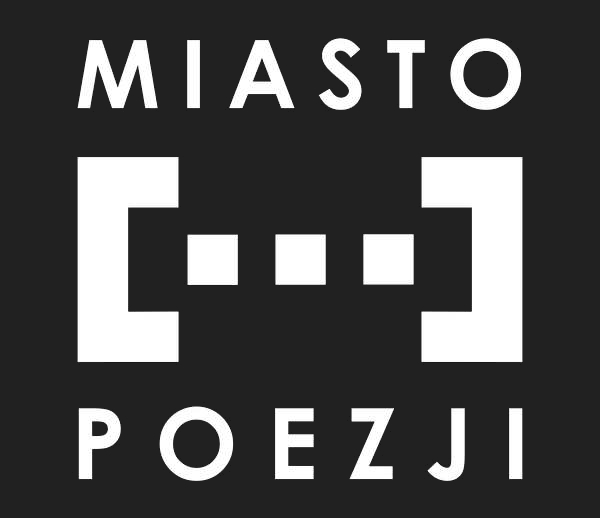
Biểu tượng của lễ hội

Thành phố thơ là một lễ hội văn học được tổ chức từ năm 2008 bởi Trung tâm "Cổng Grodzka - Nhà hát NN" ở Lublin. Ý tưởng của lễ hội là quảng bá truyền thống văn học của thành phố Lublin. Đây là nơi sản sinh ra các nhà thơ nổi tiếng của Ba Lan như Wincenty Pol, Józef Czechowicz, Józef Łobodowski, Franciszka Arnsztajnowa, Anna Kamieńska và Julia Hartwig.

## Chi tiết
"Thành phố thơ" là một chuỗi các sự kiện văn hóa có tính chất khác nhau, bao gồm nghệ thuật, triễn lãm, khoa học (liên quan đến văn học và sự hiện diện của văn học) ở Lublin và diễn ra trong thời gian lễ hội. Khẩu hiệu của lễ hội là "Thành phố thơ - thơ thành phố".
Trong những năm gần đây, ban tổ chức lễ hội đề xuất một mô hình mới, đó là bổ sung thêm không gian của lễ hội (trước đây chủ yếu diễn ra ở Quảng trường chính, ngay tòa nhà Thị chính của Thành phố) bằng chiến dịch "Căn hộ thơ". Nghĩa là triễn lãm được diễn ra ngay tại các hộ gia đình, ban đầu các thành viên trong ban tổ chức đã cung cấp căn hộ của mình cho sự kiện này. Trong các cuộc gặp gỡ, những người tham gia có thể đọc những bài thơ họ yêu thích, trao đổi sự đam mê đối với thơ ca, hoặc nói chuyện trực tiếp với các tác giả, thậm chí là được gặp gỡ và giao lưu với các nhà thơ nổi tiếng.
Ban tổ chức cũng chú trọng hướng đến những cuộc tọa đàm thơ ca trong viện dưỡng lão, bệnh viện, đền thờ với nhiều giáo phái khác nhau và trường học. Lễ hội được đi kèm với triển lãm, các cuộc họp với các tác giả, buổi hòa nhạc, buổi biểu diễn và chiếu phim. Trong một số lần tổ chức, ban tổ chức đã bổ sung các hạng mục dành để tưởng nhớ các nhà thơ Lublin, ví dụ Józef Czechowicz, Józef obodowski, Edward Stachura.

## Giải thương "Kamień"
Trong mỗi mùa lễ hội, Ban tổ chức sẽ trao giải thưởng "Kamień" (Đá) cho nhà thơ xuất sắc. Tên của giải thưởng này gắn liền với tiêu đề của tập đầu tay của nhà thơ Józef Czechowicz, được xuất bản năm 1927 tại Lublin. Giải thưởng đã được trao lần đầu tiên vào tháng 5 năm 2008 trong phiên bản đầu tiên của lễ hội. Người vinh dự được nhận giải thưởng là nhà thơ Ryszard Krynicki.